# 日野市立旭が丘小学校
日野市立旭が丘小学校（ひのしりつ あさひがおかしょうがっこう）は、東京都日野市旭が丘に所在する公立小学校。昭和52年（1977年）に開校した。

## 児童数
- 437名（2025年度）

## 通学区域
- 旭が丘一丁目21から29番地、三丁目から六丁目
- 西平山五丁目[1]

## 主な進学先
- 日野市立日野第四中学校

## 所在地
〒191-0065　東京都日野市旭が丘5-21-1